# Grille royale (Versailles)

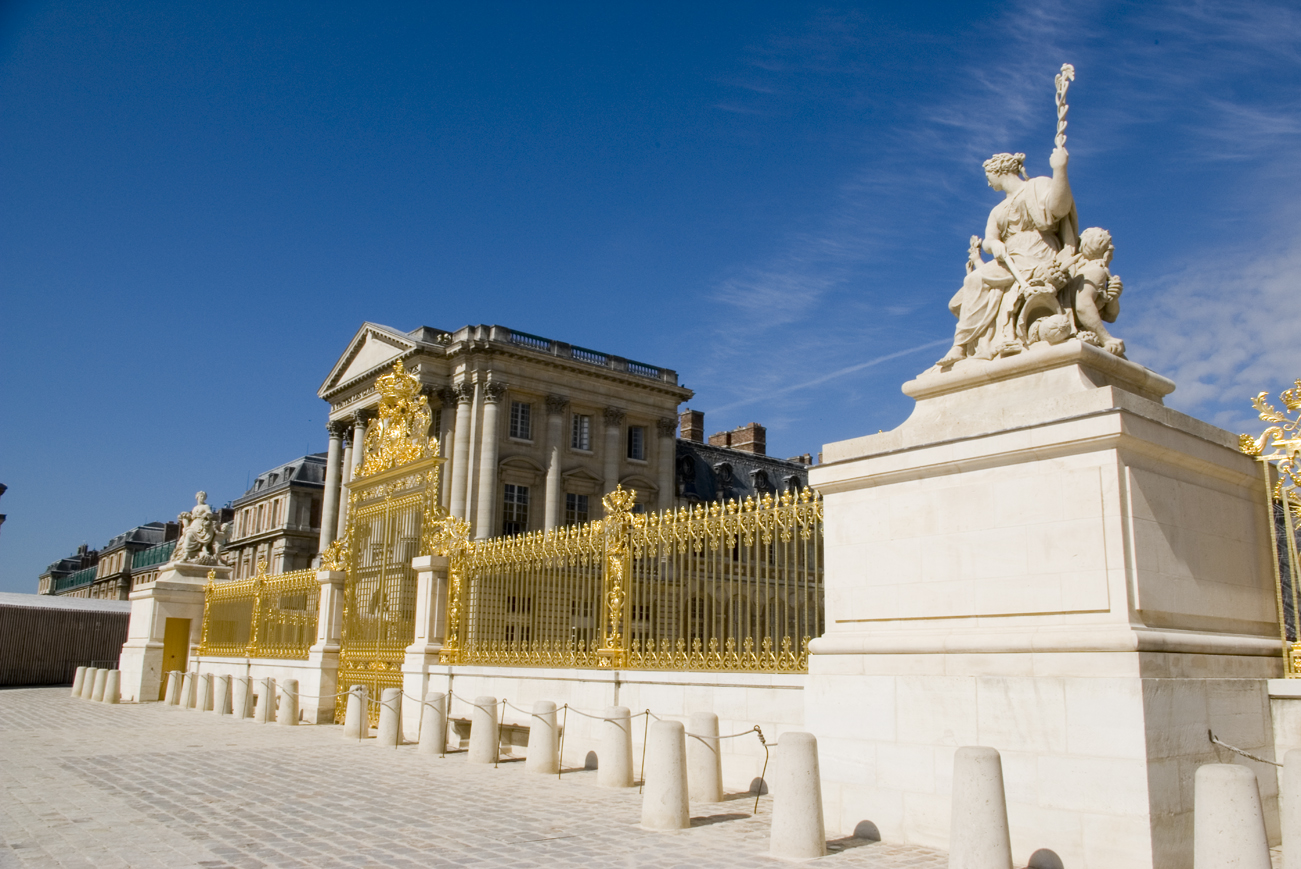
La grille royale della Reggia di Versailles nel 2009.

La grille royale è una cancellata che separa la cour d'Honneur dalla cour Royale della reggia di Versailles.
Sino alla fine del XVII secolo essa delimitava i margini del castello propriamente detto dove rimase per i successivi cinquant'anni per poi essere rimossa. Essa è stata ripristinata in una nuova versione nel 2008 basandosi sugli studi antichi e sui disegni dell'epoca. Sebbene sia stata considerata una "restituzione" dal suo architetto Frédéric Didier, questa iniziativa venne largamente criticata dagli storici dell'arte francese venendo considerato un falso storico.

## Storia

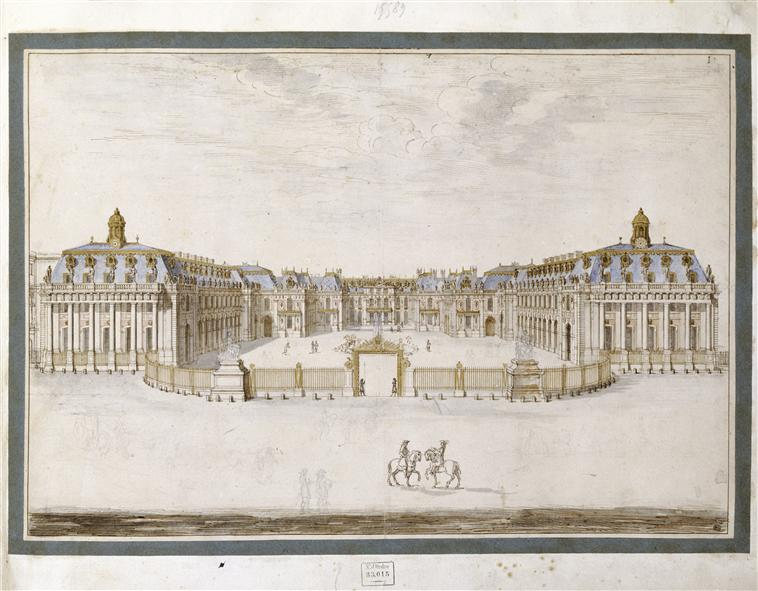
Acquarello della cancellata nel XVII secolo ad opera di Israël Silvestre (1621-1691)

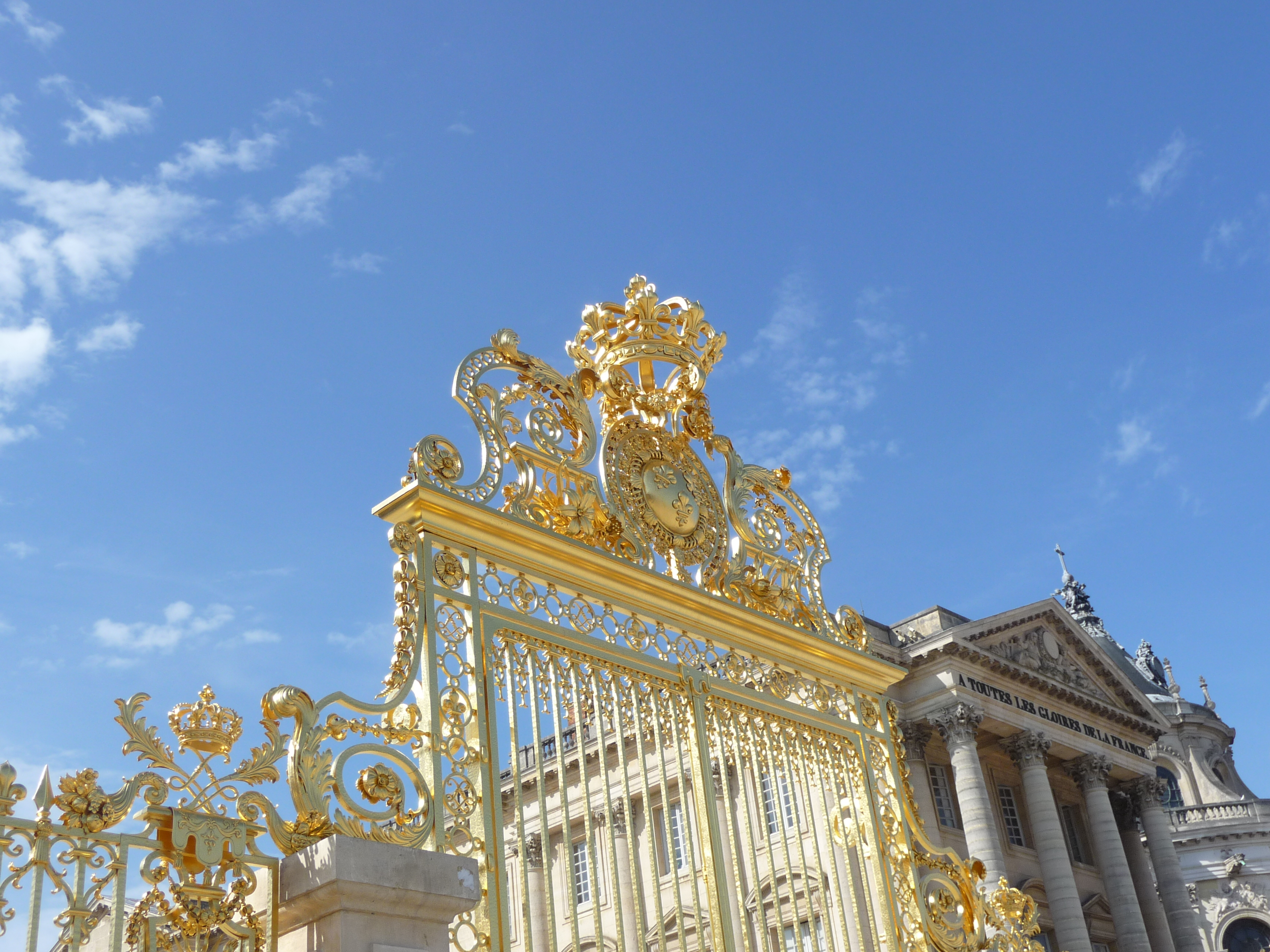
Il cancello

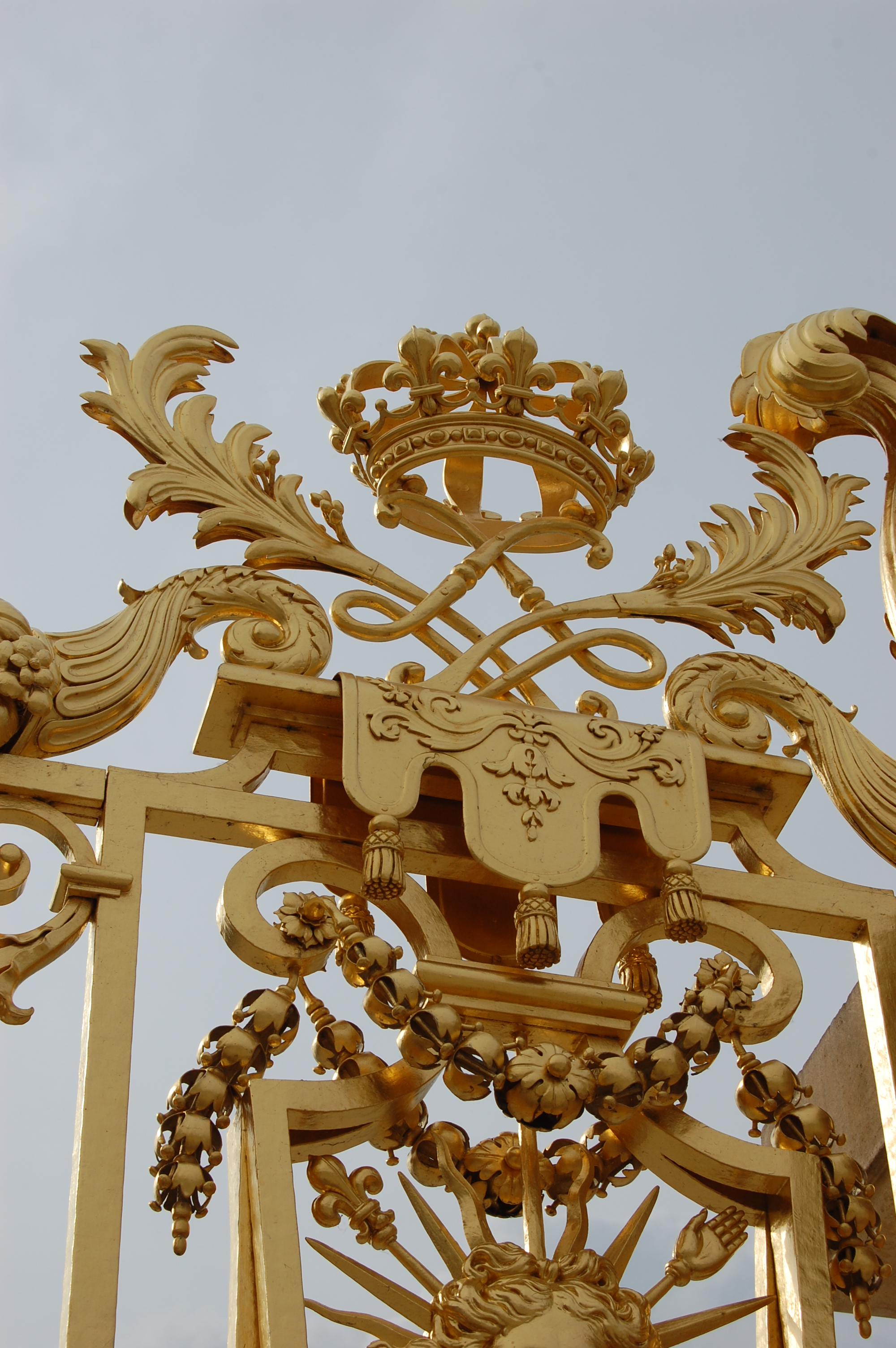
Particolare

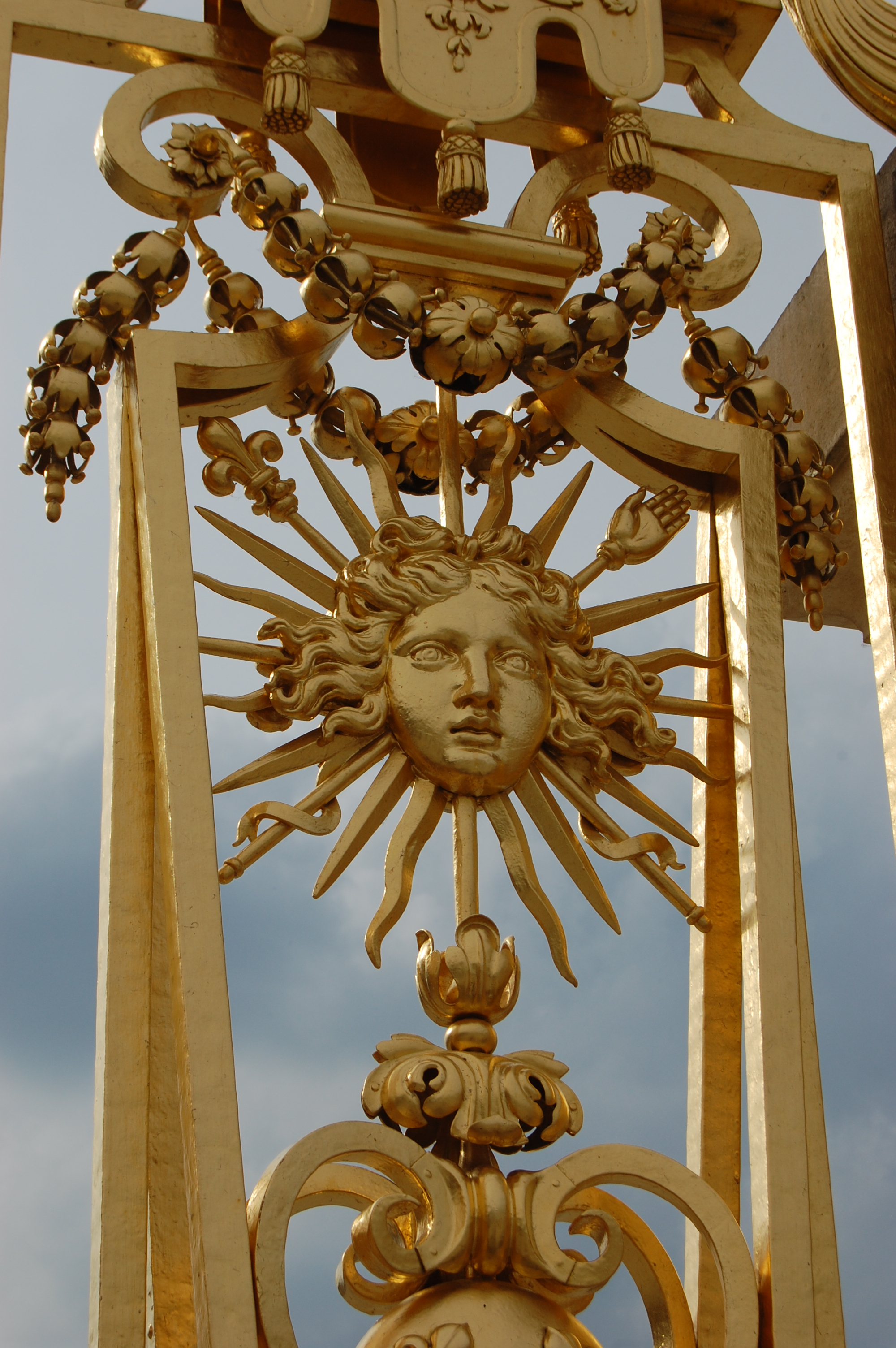
Particolare

La grille venne realizzata sotto il regno di Luigi XIV per merito dell'architetto Jules Hardouin-Mansart che la eresse attorno al 1680, all'epoca in cui il castello era in pieno mutamento. Essa rimase al suo posto sino al 1771 negli ultimi anni del regno di Luigi XV.
Nel 1838 essa venne rimpiazzata da una statua equestre di Luigi XIV.
Tra il 2005 e il 2008 venne costruita una nuova griglia per celebrare quella antica. Essa impiegò 15 tonnellate di ferro e 100.000 foglie d'oro. La maggior parte dei finanziamenti necessari (3.500.000 euro) vennero forniti dall'Associazione mecenati della reggia di Versailles (Mécénat au domaine de Versailles) che in quell'anno festeggiava il proprio centenario di attività.

## Controversie

### Polemiche sulla "restituzione all'antico splendore"
Ancor prima della costruzione della grill scoppiò una polemica dal momento che la cancellata era stata rimossa in tempi antichi e inserirne una nuova nel complesso sarebbe parsa un'eccessiva forzatura all'intero complesso.
Per i critici del progetto, essa rappresentava la volontà di astrarre la storia di Versailles al XVII secolo senza motivo di prevaricare il resto della storia della reggia. Inoltre la costruzione della nuova cancellata costringeva allo spostamento della statua posta in loco nel 1838 e pertanto questa decisione venne vista come una distorsione della volontà di Luigi Filippo. Il giornalista Didier Rykner parlò di un « vandalismo ufficializzato ». L'incerteza nei disegni della cancellata stessa inoltre aumentò le polemiche dato che i disegni presenti non permettevano di conoscere in maniera precisa l'ornamentazione della griglia. Certi commentatori sollevarono, al di la di tutto, la mancanza di coerenza del progetto, che non corrisponde a nulla di esistente dal momento che l'Aile Gabriel è del XVII secolo e il pavillon Dufour del XIX, quindi eretti entrambi dopo la distruzione della cancellata originaria.
Al contrario, Béatrix Saule, direttrice del museo del castello, fu tra coloro che si schierarono favorevolmente sul progetto ritenendolo in continuità con gli interventi realizzati all'inizio del XX secolo con l'intento di presentare il castello come doveva apparire all'epoca di Luigi XIV e cioè all'epoca del suo massimo splendore.. Da un punto di vista funzionale, la grille ha consentito di gestire meglio il flusso dei visitatori e di incanalarlo verso il palazzo, permettendo inoltre ai visitatori di individuare facilmente la via di accesso diretta al castello senza incontrarsi con altri percorsi che pure comprendono il passaggio dai cortili centrali. Infine, se la griglia può essere effettivamente considerata un'opera nuova basata su disegni antichi, i due gruppi di sculture sormontanti i corpi di guardia (La Pace di Tuby e L'Abbondanza di Coysevox) sono perfettamente autentiche: esse erano state reimpiegate nell'avancorte e sono semplicemente state rimpiazzate al luogo dove si trovavano in origine.

### Polemiche sull'etica professionale e il rischio di conflitto d'interessi
Su un articolo apparso su Le Monde, Adrien Goetz prese l'esempio della grille come supporto delle sue inquietudini sugli effetti erronei della legge sui mecenati che rischiava di creare conflitti d'interesse tra gli architetti impegnati sui monumenti storici: « quando si trova un mecenate, l'architetto in capo all'opera, che percepisce il 10% dell'opera stessa, è lui a proporre le ricostruzioni mirabolanti come quella mostruosità della cancellata dorata ». Inoltre, la grille è costata in tutto cinque milioni di euro. Nel medesimo articolo, paradossalmente, Adrien Goetz afferma più genericamente che « la restituzione di un patrimonio è essenziale », perché possa « ritrovare la propria fierezza, la propria cultura ».